# 小行星26247
小行星26247（26247 Doleonardi）是一颗绕太阳运转的小行星，为主小行星带小行星。该小行星于1998年8月发现。

## 轨道参数
小行星26247的轨道半长轴为355 767 171 km，2.3781228 UA，离心率为0.152。